# Barîn Kobanê
Barîn Kobanê, de son vrai nom Amina Omar, morte le 2 février 2018, est une combattante kurde syrienne des Unités de protection de la femme (YPJ), dont le corps après sa mort est mutilé et filmé par les forces de l'armée turque lors de l'opération Rameau d'olivier lancée le 20 janvier 2018 et visant à reprendre le contrôle de la ville d'Afrine dans la région autonome du Rojava.

## Biographie
Barîn Kobanê, de son vrai nom Amina Omar, âgée de 23 ans, est une combattante kurde des YPJ, organisation militaire composée exclusivement de femmes et faisant partie des YPG. Elle est également membre du Parti de l'union démocratique (PYD). Elle s'engage dans les YPJ en 2015, en réaction aux massacres de Sinjar commis par l'État islamique contre la communauté yézidie en 2014. À la suite de ces exactions, de nombreuses femmes yézidies deviennent des esclaves sexuelles, tandis que les enfants sont enrôlés de force comme enfants-soldats.
De 2015 à 2017, elle participe à plusieurs combats contre l'État islamique, notamment la bataille de Kobané et la bataille de Raqqa.
Le 20 janvier 2018, l'armée turque lance l'Opération rameau d'olivier pour prendre le contrôle de la ville d'Afrine dans l'enclave libre et autogérée du Rojava (Kurdistan syrien),.

## Mort
Son frère indique qu'elle s'est donné la mort en faisant exploser une grenade pour ne pas être capturée. Les YPJ rapportent sa mort ainsi que celle de trois autres combattantes des YPG.
Nassrin Abdalla, porte-parole de YPJ, indique que « Barin et trois autres compagnes de combat ont refusé de reculer malgré les ordres donnés en ce sens et ont poursuivi le combat jusqu’au martyre ».
Son corps est retrouvé le mardi 30 janvier (ou selon Kedistan le 1er février 2018) à Qourna dans le nord de l'enclave d'Afrine par un groupe de rebelles syriens, qui tournent alors une vidéo montrant un corps dénudé et mutilé. Le ventre avec une plaie béante, la poitrine arrachée. Un des soldats pose son pied sur la poitrine sanglante de la jeune femme, tandis qu'on entend un autre homme lui dire de ne pas faire cela.
Rami Abdel Rahmane reçoit la vidéo envoyée à l'Observatoire syrien des droits de l'homme (OSDH), dont il est le directeur. Il déclare que la vidéo a été envoyée par « un combattant des groupes rebelles syriens participant avec les forces turques ». L'OSDH publie les images le samedi 3 février, en accusant les rebelles de l'Armée syrienne libre d'avoir mutilé le corps. Cette accusation est également formulée par les YPG, indiquant que des soldats rebelles ont mutilé et joué avec le corps de la combattante tout en filmant la scène.

## Réactions internationales
Les images provoquent la colère et l'indignation non seulement dans la communauté kurde, mais au niveau international, où elles sont largement relayées sur les réseaux sociaux et dans les médias,,,,,. Lors de la cérémonie d'enterrement, son corps n'est pas dans le cercueil, la famille n'ayant pu le récupérer,. L'opposition syrienne en exil demande une enquête,,.